# St. Osdag (Mandelsloh)

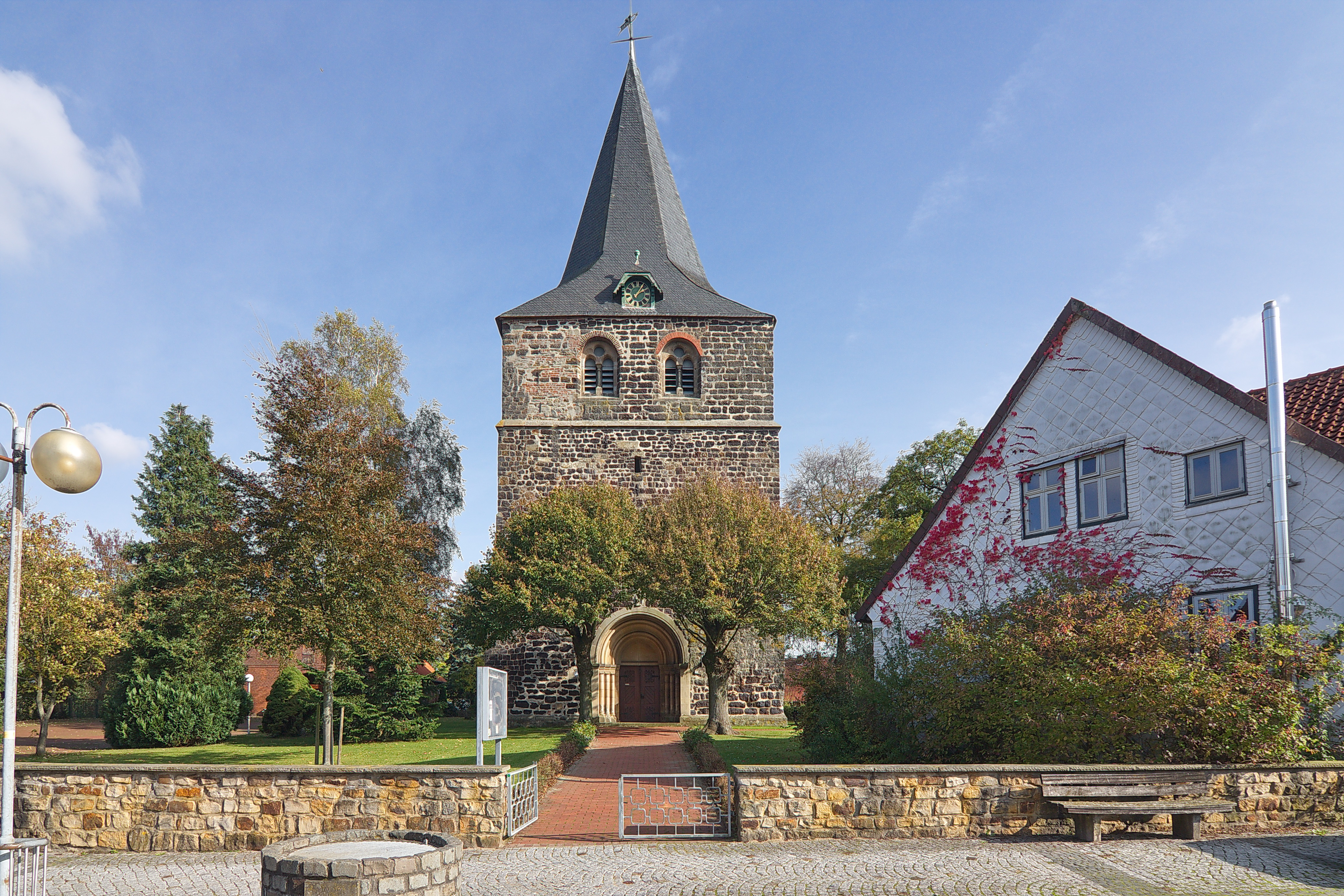
St. Osdag (Mandelsloh)

Die evangelische Kirche St. Osdag ist eine spätromanische Backsteinkirche in Mandelsloh, einem Ortsteil von Neustadt am Rübenberge in der Region Hannover in Niedersachsen. Sie gehört zur Kirchengemeinde Mandelsloh im Kirchenkreis Neustadt-Wunstorf der Evangelisch-lutherischen Landeskirche Hannovers und ist auch als St. Osdacus Mandelsloh bekannt.

## Geschichte
Möglicherweise wurde die Kirche St. Osdag in karolingischer Zeit durch einen sächsischen Adeligen namens Osdag gegründet. Der heutige Bau ist jedoch wohl in der zweiten Hälfte des 12. Jahrhunderts entstanden. Vermutlich wurden im Jahr 1384 während des Lüneburger Erbfolgekriegs die Nebenbauten des Chors und die südliche Nebenapsis abgebrochen. Auch der Westturm muss 1384 weitgehend zerstört worden sein. Der Wiederaufbau des Turms in Raseneisenstein erfolgte nach einer Inschrift von 1494 an der Westseite im 15. Jahrhundert. Im Jahr 1538 wurde das südliche Seitenschiff erneuert, wie aus einer Portalinschrift hervorgeht. Das nördliche Seitenschiff wurde 1872 oder 1874 wiederhergestellt. Bei einer tiefgreifenden Restaurierung in den Jahren 1874–79 wurde durch Conrad Wilhelm Hase eine Sakristei an den südlichen Kreuzarm angebaut, ein romanisierendes Westportal angelegt und gerundete Bogenabschlüsse an den Turmarkaden eingefügt sowie das Innere neu ausgeschmückt. In den Jahren 1896/97 wurden die Schallöffnungen von Hase durch Eduard Wendebourg aus Hannover gotisierend umgestaltet. Im Jahr 1956 wurde der Westturm nach Teileinsturz wiederhergestellt.

## Architektur

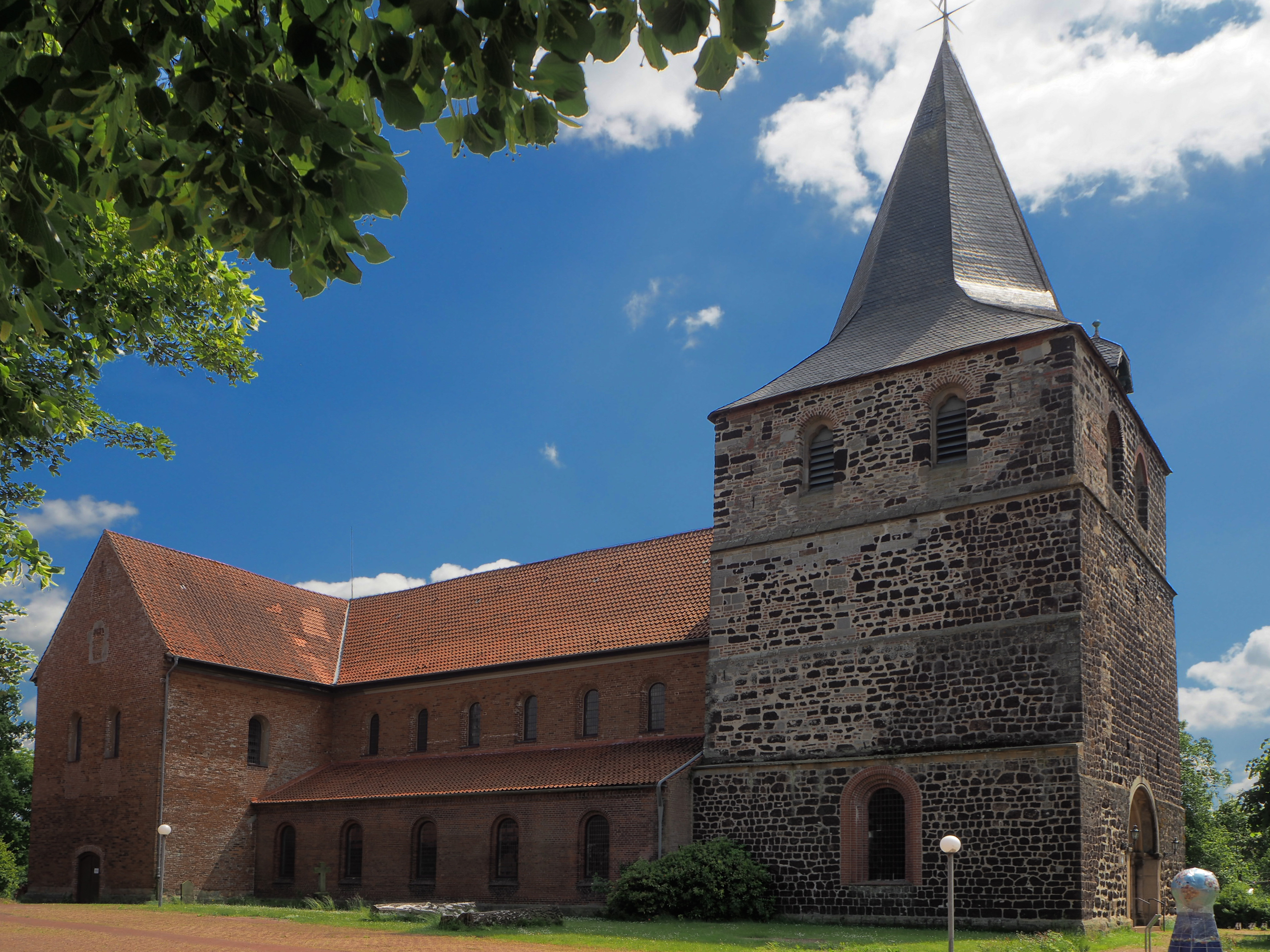
Gesamtansicht von Norden
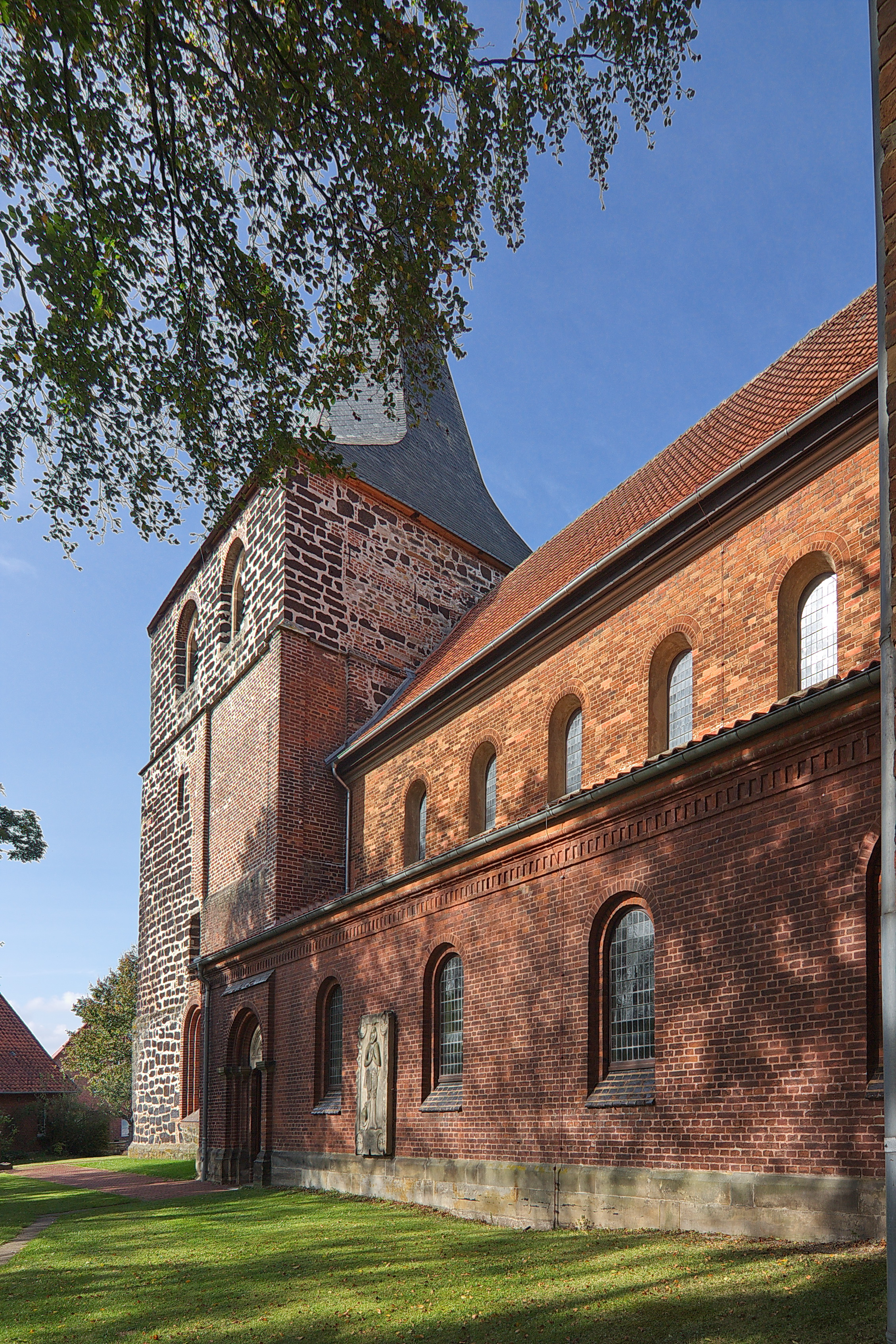
Langhaus von Südosten
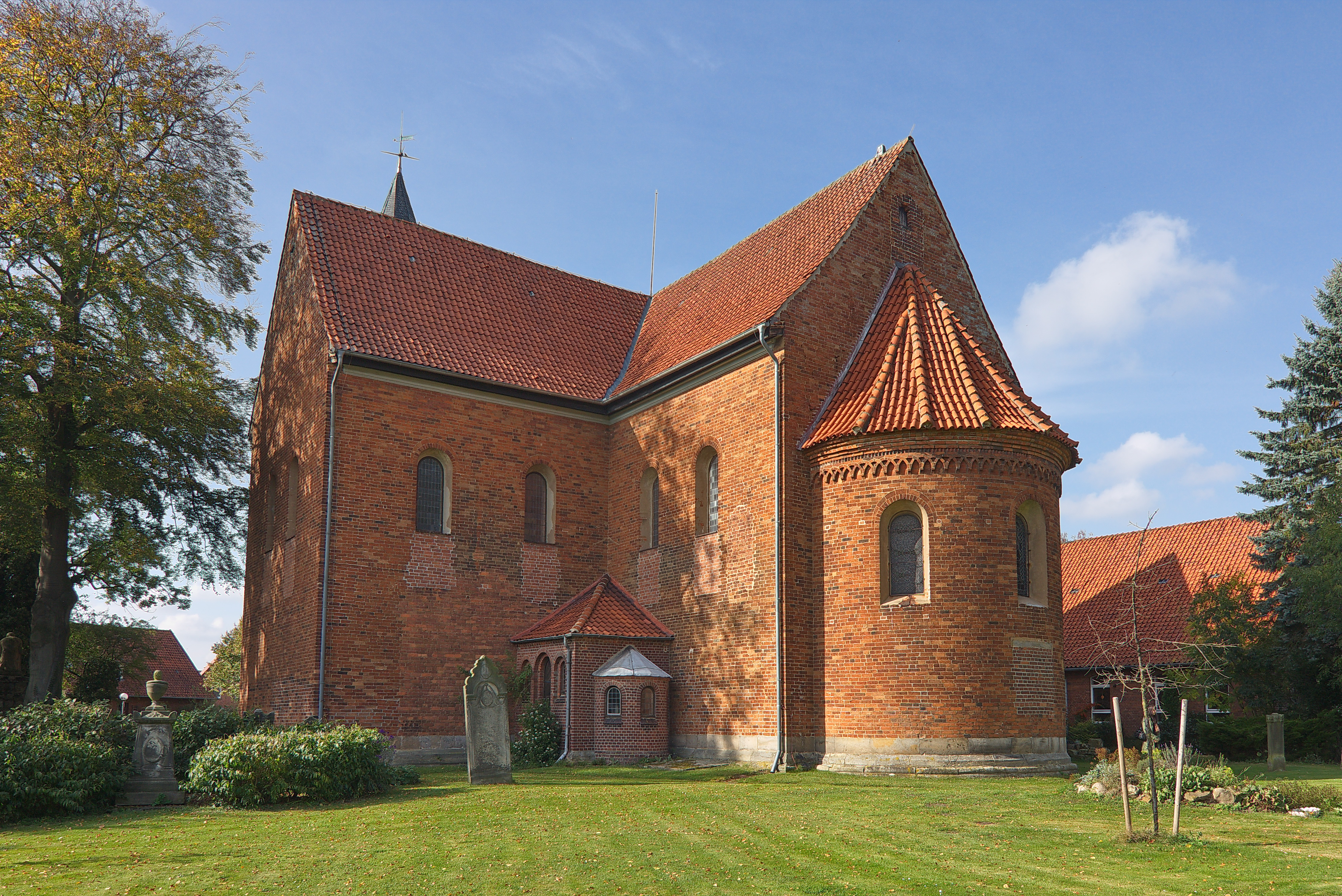
Apsis und Querhaus von Südosten
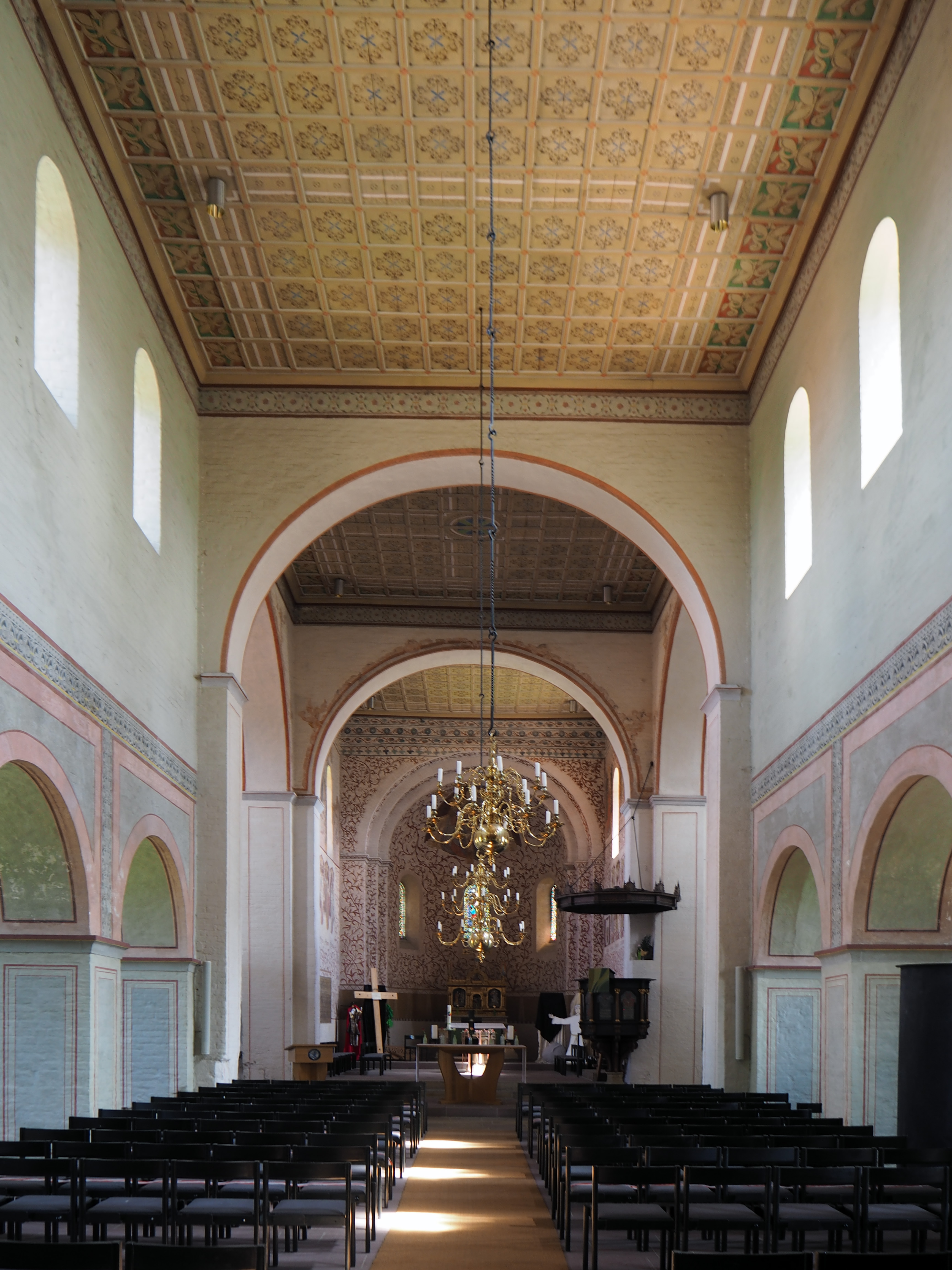
Innenraum nach Osten

Die Kirche ist der früheste monumentale Backsteinbau Nordwestdeutschlands; lediglich der Sockel und die inneren Kämpfer bestehen aus Haustein. Ein unmittelbarer Einfluss Heinrichs des Löwen auf den Bau ist nicht nachweisbar; die für eine romanische Dorfkirche ungewöhnliche Größe mit einer Länge von 52,45 m, einer Breite von 26 m und einer Höhe in der Vierung von 10,95 m sowie das Baumaterial legen diese Vermutung jedoch nahe.
Die kreuzförmige, flachgedeckte Pfeilerbasilika zeigt einen klaren romanischen Aufbau mit mächtigem quadratischem Westturm aus Raseneisenstein, der einst ohne Portal und zum Mittelschiff weit geöffnet war. Daran schließt sich ein breites dreischiffiges Langhaus mit fünf Achsen auf niedrigen rundbogigen Arkaden auf gedrungenen quadratischen Pfeilern an. In den hohen ungegliederten Mittelschiffswänden sitzen axiale Rundbogenfenster. Im Osten schließen sich die leicht gestreckten Querhausflügel und das Chorjoch mit Apsis an. Die Apsis zeigt gestufte Ansätze am Apsisbogen. Am südlichen Querhaus schloss sich einst eine kleine Nebenapsis an, am nördlichen Querhaus gab es einen apsidial schließenden Kapellenraum. Die Kassettendecke wurde 1835 eingebaut. Der plastische Bauschmuck zeigt oberitalienischen Einfluss und ist auf die Kämpfer an der Hauptapsis und an den kreuzförmigen Vierungspfeilern beschränkt; dort sind teils Palmetten- und Schachbrettfriese zu finden. Das Äußere der Hauptapsis ist mit Kreuzbogen- und Sägezahnfries gegliedert.

## Akustik
In der Kirche wurden Tonaufnahmen der Deutschen Grammophon produziert, beispielsweise des Gitarristen Göran Söllscher.

## Wandmalereien und Ausstattung

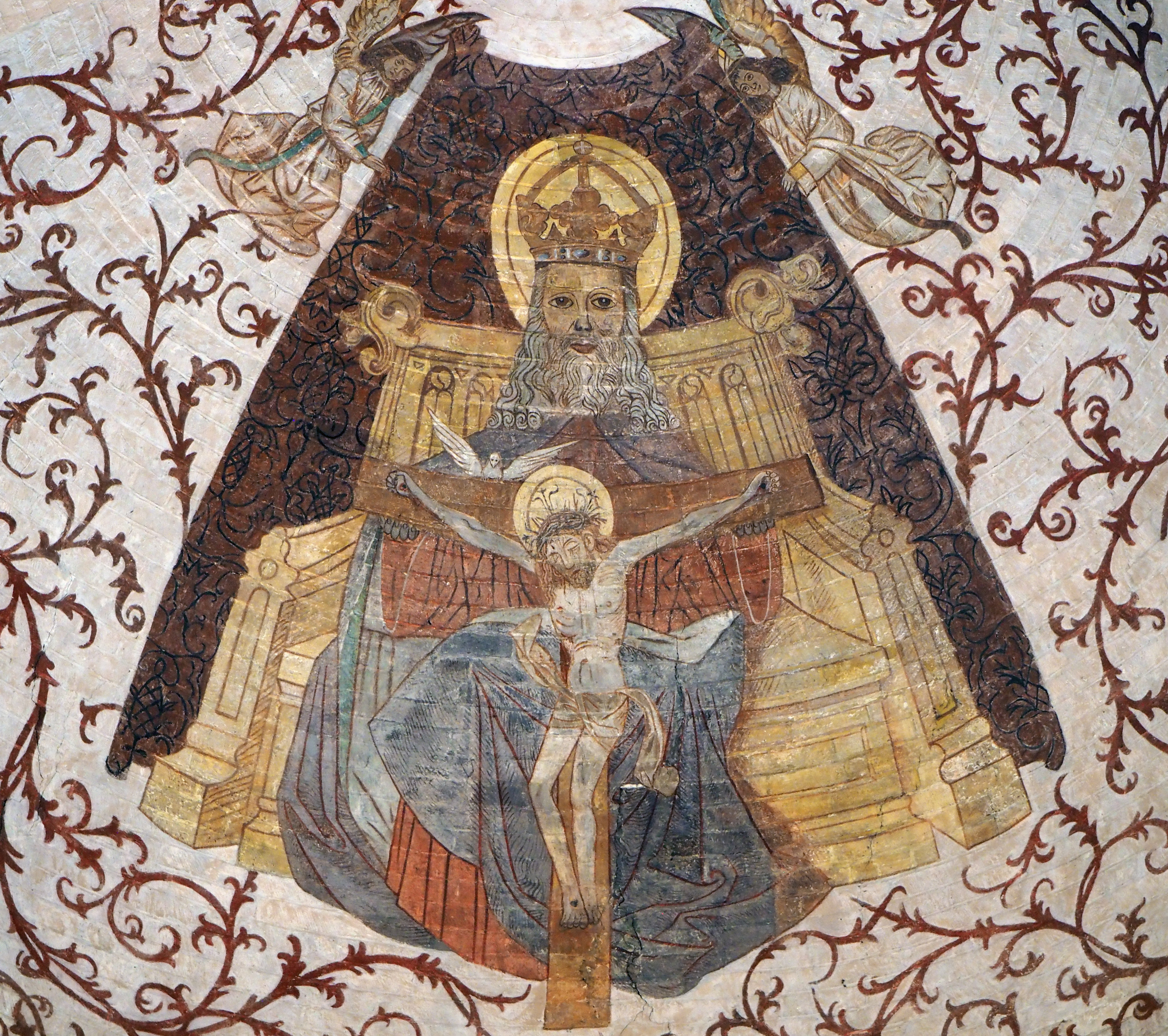
Trinität – Malerei vom Beginn des 16. Jahrhunderts
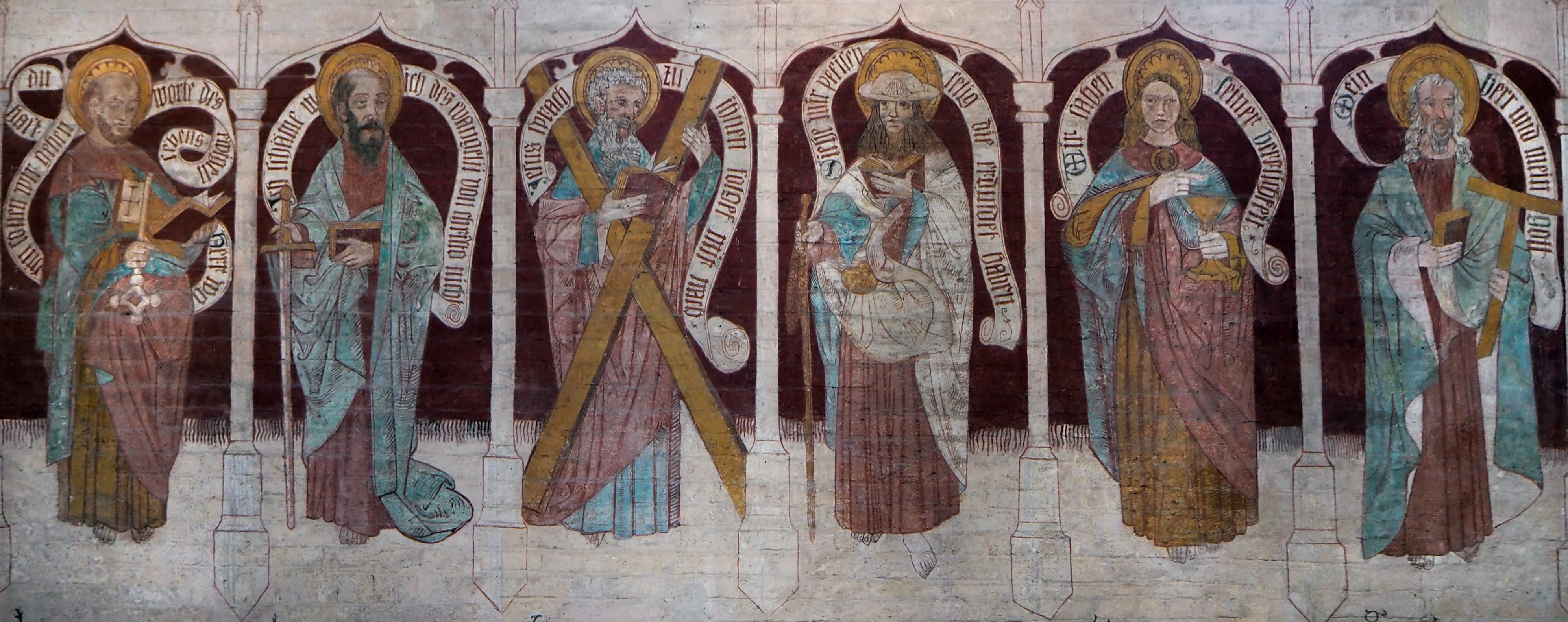
Aposteldarstellung aus dem 15. Jahrhundert (ergänzt) Von links: Petrus, Paulus, Andreas, Jacobus, Johannes, Thomas
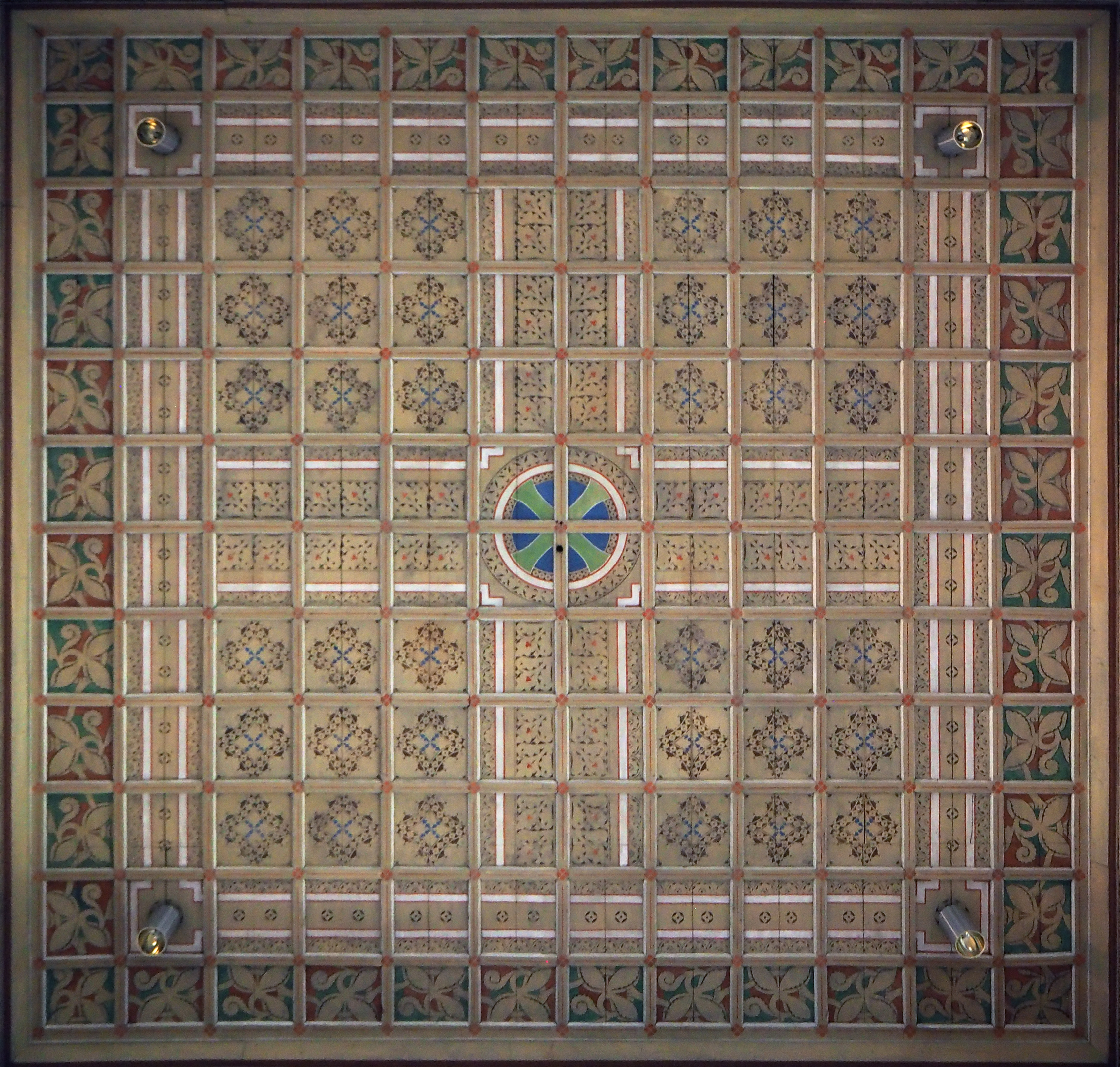
Kassettendecke von 1835 im Bereich der Vierung

Im Chor sind monumentale, auf das Jahr 1421 datierte Wandmalereien zu finden, die 1907/08 durch Friedrich Koch freigelegt und stark ergänzt wurden. Sie zeigen in der unteren Zone einen Apostelzyklus, darüber im Norden das Jüngste Gericht und im Süden Heilige; die Darstellung der Trinität in der Apsiskalotte wurde wohl erst zu Beginn des 16. Jahrhunderts (1521?) geschaffen. Die übrige ornamentale Ausmalung wurde überwiegend in den Jahren 1874–79 angefertigt. Ausschnittweise wurden Reste farbiger Wanddekorationen vom Ende des 12. Jahrhunderts, die mit geometrischen Motiven die Architektur belebten, freigelegt. Weitere Malereien an den Vierungsbögen und im südlichen Querhaus sind auf das Jahr 1601 datiert.

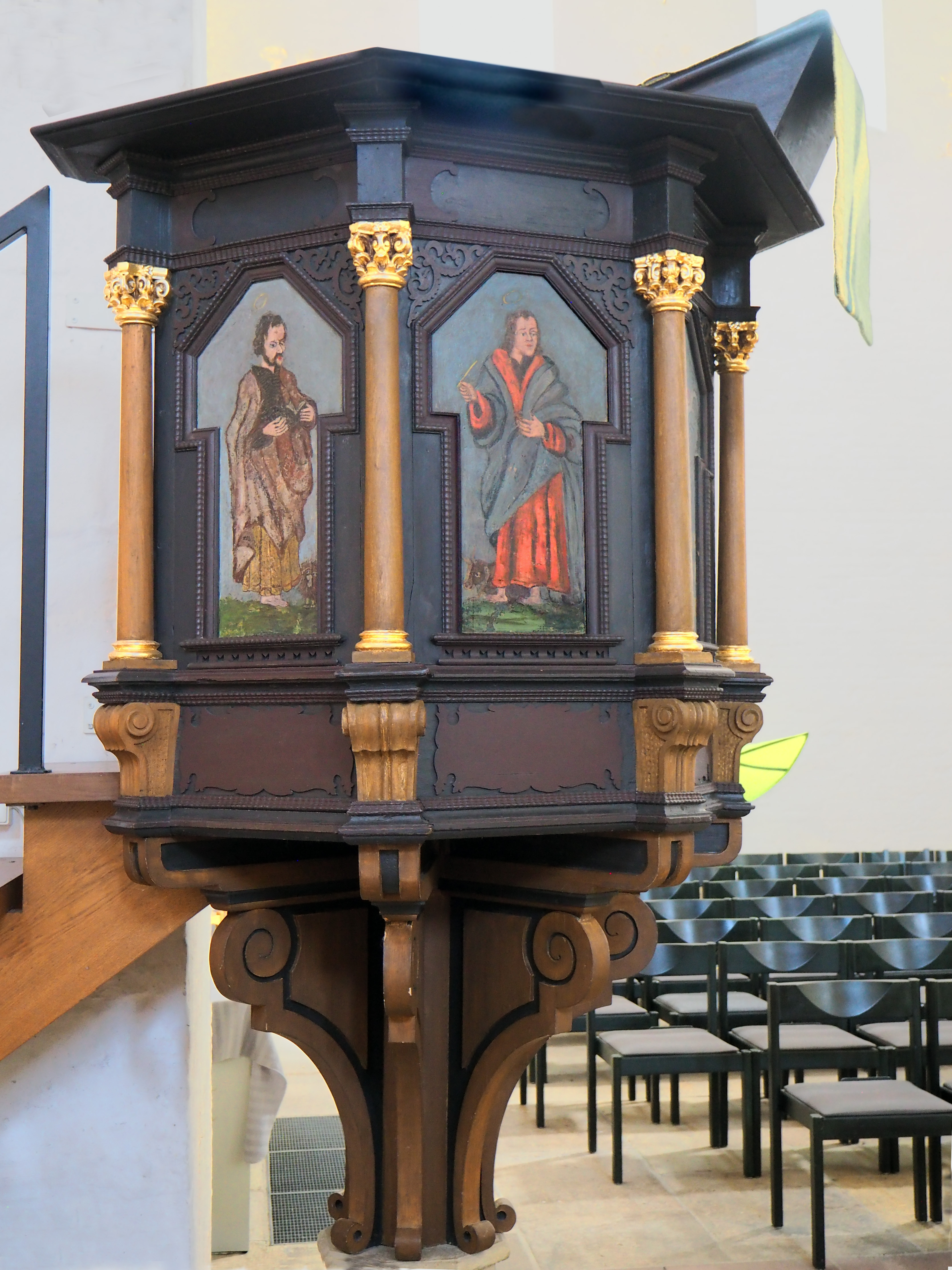
Kanzelkorb (17. Jahrhundert)

Der romanisierende Altarschrein wurde unter Conrad Wilhelm Hase geschaffen. Die schlichte achteckige Sandsteintaufe mit Tierbildern und Pflanzenmotiven im Flachrelief ist auf das Jahr 1512 datiert. Die Kanzel mit Ziersäulen an den Ecken des Korbes entstand wohl 1601 und wurde erst 1695 bemalt.

### Orgel
Die Westempore und der qualitätvolle neugotische Orgelprospekt wurden von Conrad Wilhelm Hase entworfen. Die bedeutende romantische Kegelladen-Orgel ist ein Werk der Firma Philipp Furtwängler & Söhne aus dem Jahr 1878 mit 21 Registern auf zwei Manualen und Pedal. Ursprünglich entstand sie für die »Allgemeine Gewerbe-Ausstellung der Provinz Hannover«, danach kam sie in die Kirche St. Osdag. Eine Barker-Maschine steuert die Koppeln und die Spielhilfen, darunter feste Registerzusammenstellungen und eine frühe Form des Registercrescendo nach dem Vorbild der 7 Jahre zuvor vollendeten Ladegast-Orgel im Schweriner Dom. 2011 wurde sie durch die Firma Jörg Bente Orgelbau restauriert.
| I Hauptwerk C–f3 |     |
| Bordun           | 16' |
| Principal        | 08' |
| Hohlflöte        | 08' |
| Rohrflöte        | 08' |
| Gamba            | 08' |
| Octav            | 04' |
| Flöte amabile    | 04' |
| Octav            | 02' |
| Mixtur IV        |     |
| Trompete         | 08' |

| II Schwellwerk C–f3 |     |
| Lieblich Gedact     | 16' |
| Geigen Principal    | 08' |
| Gedactflöte         | 08' |
| Salicional          | 08' |
| Gemshorn            | 04' |
| Oboe                | 08' |

| Pedalwerk C–d1 |     |
| Violon         | 16' |
| Subbass        | 16' |
| Principalbass  | 08' |
| Gedactbass     | 08' |
| Posaune        | 16' |

- Koppeln: Manualkoppel, Pedalkoppel
- Spielhilfen: Kalkantenruf, Windablass, Vacant

### Geläut
Das Geläut besteht aus drei historischen Bronzeglocken. Die erste Glocke mit dem Schlagton e1 wurde 1730 durch Thomas Rideweg aus Hannover gegossen. Die zweite Glocke mit dem Ton f1 wurde 1427 durch einen namentlich nicht bekannten Glockengießer gefertigt. Die dritte Glocke hat den Schlagton f2 und wurde vermutlich im 14. Jahrhundert durch einen ebenfalls nicht namentlich bekannten Gießer hergestellt.